# 민족문제연구소의 친일인명사전 수록자 명단 - 제국의회
민족문제연구소의 친일인명사전 수록자 명단 - 제국의회는 2009년 11월 8일에 민족문제연구소가 발간한 친일인명사전 수록자 명단 중에서 일본 제국의회 의원으로 분류된 이들의 명단이다.

## 제국의회 분야 목록 (11명)

### 귀족원 의원 (10명)
- 김명준 (金明濬) - 중추원, 친일단체
- 박상준 (朴相駿) - 중추원, 관료, 종교
- 박영효 (朴泳孝) - 수작/습작, 중추원, 관료
- 박중양 (朴重陽) - 중추원, 관료
- 송종헌 (宋鍾憲) - 수작/습작, 중추원
- 윤덕영 (尹德榮) - 매국, 수작/습작, 중추원
- 윤치호 (尹致昊) -  중추원, 친일단체, 종교
- 이기용 (李埼鎔) - 수작/습작
- 이진호 (李軫鎬) -  중추원, 관료
- 한상룡 (韓相龍) - 중추원

### 중의원 (1명)
- 박춘금 (朴春琴) - 해외

## 같이 보기
- 친일파 708인 명단 - 일본 귀족원 의원 및 제국의회 의원